# Episodi di Even Stevens (seconda stagione)
La seconda stagione della serie televisiva Even Stevens è stata trasmessa in anteprima negli Stati Uniti d'America da Disney Channel tra il 15 giugno 2001 e il 15 febbraio 2002.
| nº | Titolo originale            | Titolo italiano | Prima TV USA      | Prima TV Italia |
| -- | --------------------------- | --------------- | ----------------- | --------------- |
| 1  | Starstruck                  |                 | 15 giugno 2001    |                 |
| 2  | Shutterbugged               |                 | 22 giugno 2001    |                 |
| 3  | Duck Soup                   |                 | 29 giugno 2001    |                 |
| 4  | Quest for Coolness          |                 | 6 luglio 2001     |                 |
| 5  | Secret World of Girls       |                 | 20 luglio 2001    |                 |
| 6  | Broadcast Blues             |                 | 27 luglio 2001    |                 |
| 7  | Thin Ice                    |                 | 3 agosto 2001     |                 |
| 8  | Head Games                  |                 | 24 agosto 2001    |                 |
| 9  | Love and Basketball         |                 | 31 agosto 2001    |                 |
| 10 | Devil Mountain              |                 | 7 settembre 2001  |                 |
| 11 | Wild Child                  |                 | 28 settembre 2001 |                 |
| 12 | Easy Crier                  |                 | 5 ottobre 2001    |                 |
| 13 | A Very Scary Story          |                 | 19 ottobre 2001   |                 |
| 14 | Sadie Hawkins Day           |                 | 2 novembre 2001   |                 |
| 15 | Sibling Rivalry             |                 | 3 novembre 2001   |                 |
| 16 | Wombat Wuv                  |                 | 30 novembre 2001  |                 |
| 17 | Uncle Chuck                 |                 | 21 dicembre 2001  |                 |
| 18 | The Thomas Gribalski Affair |                 | 28 dicembre 2001  |                 |
| 19 | Ren-Gate                    |                 | 4 gennaio 2002    |                 |
| 20 | Tight End in Traction       |                 | 11 gennaio 2002   |                 |
| 21 | Influenza: The Musical      |                 | 25 gennaio 2002   |                 |
| 22 | Gutter Queen                |                 | 15 febbraio 2002  |                 |